# Marta Bassino
Marta Bassino, née le 27 février 1996 à Coni, est une skieuse alpine italienne. Elle est championne du monde du Super-G lors des Mondiaux 2023 à Méribel. Au cours de la saison 2020-2021, elle remporte quatre victoires consécutives en slalom géant et s'adjuge le petit gobe de cristal de la discipline.  Elle est également co-championne du monde du parallèle lors des Mondiaux 2021 de Cortina d'Ampezzo.

## Carrière
Elle participe à la Coupe d'Europe à partir de 2012 et remporte sa première course à ce niveau en janvier 2014 (un slalom géant). Elle devient championne du monde junior de slalom géant un mois plus tard. Elle est alors conviée à prendre part aux Finales de la Coupe du monde à Lenzerheide où elle se classe 19e. Bassino gagne son premier titre national quelques jours après en slalom géant. Elle participe à ses premiers Championnats du monde en 2015 où elle abandonne dans le slalom géant. Elle obtient un top 10 en fin de saison avec une sixième place à Åre. La saison 2016-2017 de Marta Bassino commence par une troisième place au slalom géant de Sölden et continue par deux autres podiums en géant. En janvier 2018, elle obtient son premier podium en combiné alpin à Lenzerheide.
Aux Jeux olympiques d'hiver de 2018, elle est dixième du combiné, cinquième du slalom géant et ne finit pas le slalom. Elle remporte la première victoire en Coupe du monde de sa carrière le 30 novembre 2019 à Killington en s'imposant dans le slalom géant devant Federica Brignone et Mikaela Shiffrin. Marta Bassino remporte la deuxième course de sa carrière en Coupe du monde à l'arrivée du slalom géant d'ouverture de la saison 2020-2021, le 17 octobre 2020 à Sölden. Puis elle enchaîne dans la même discipline : victoire à Courchevel 12 décembre, puis double succès à Kranjska Gora les 16 et 17  janvier, soit quatre victoires consécutives, ce qui lui confère une belle avance au classement de la Coupe du monde de la spécialité.
Lors des championnats du monde 2021 à Cortina d'Ampezzo, Marta Bassino partage la médaille d'or de l'épreuve parallèle avec Katharina Liensberger, apportant à l'Italie son seul titre dans ces Mondiaux. En revanche, elle n'obtient que la 13e place du slalom géant. En se classant 4e à Jasna où se dispute le 8 mars le septième géant de la saison de Coupe du monde féminine, elle s'assure définitivement le petit globe de cristal de la spécialité à une course de la fin, succédant à sa compatriote Federica Brignone. 

## Palmarès

### Jeux olympiques d'hiver
| Épreuve / Édition   | Descente | Super G | Slalom géant | Slalom | Combiné |
| JO 2018 Pyeongchang | —        | —       | 5e           | DNF    | 10e     |
| JO 2022 Pékin       | —        | 17e     | DNF          | —      | DNF     |

Légende :
- — : Marta Bassino n'a pas participé à cette épreuve

### Championnats du monde
| Épreuve / Édition                | Descente | Super G | Slalom géant | Slalom | Combiné | Parallèle | Par équipes |
| -------------------------------- | -------- | ------- | ------------ | ------ | ------- | --------- | ----------- |
| Mondiaux 2015 Beaver Creek       | -        | -       | Abandon      |        |         | -         |             |
| Mondiaux 2017 Saint-Moritz       | -        | -       | 11e          | -      |         | 17e       |             |
| Mondiaux 2019 Are                | -        | -       | 13e          | -      | 13e     |           | Bronze      |
| Mondiaux 2021 Cortina d'Ampezzo  | -        | 11e     | 13e          | -      | 6e      | Or        | -           |
| Mondiaux 2023 Méribel/Courchevel |          | Or      |              |        | Abandon |           |             |

### Coupe du monde
- Meilleur classement général : 5e en 2020.
- 1 petit globe de cristal (slalom géant, 2021)
- 30 podiums dont 7 victoires.

#### Différents classements en coupe du monde
| Année/Classement | Général | Général | Descente | Descente | Super G | Super G | Slalom géant | Slalom géant | Slalom | Slalom | Combiné | Combiné | Parallèle | Parallèle |
| Année/Classement | Class.  | Points  | Class.   | Points   | Class.  | Points  | Class.       | Points       | Class. | Points | Class.  | Points  | Class.    | Points    |
| ---------------- | ------- | ------- | -------- | -------- | ------- | ------- | ------------ | ------------ | ------ | ------ | ------- | ------- | --------- | --------- |
| 2015             | 61e     | 94      | -        | -        | 47e     | 6       | 20e          | 88           | -      | -      | -       | - -     | -         | -         |
| 2016             | 45e     | 193     | 49e      | 5        | -       | -       | 13e          | 178          | -      | -      | 35e     | 10-     | -         | -         |
| 2017             | 18e     | 413     | -        | -        | 35e     | 30      | 6e           | 354          | -      | -      | 20e     | 29-     | -         | -         |
| 2018             | 25e     | 311     | 35e      | 26       | 35e     | 40      | 12e          | 157          | -      | -      | 4e      | 88-     | -         | -         |
| 2019             | 27e     | 287     | 37e      | 26       | 29e     | 44      | 9e           | 188          | -      | -      | 9e      | 29-     | -         | -         |
| 2020             | 5e      | 817     | 11e      | 206      | 10e     | 164     | 4e           | 309          | -      | -      | 6e      | 60-     | -         | -         |
| 2021             | 6e      | 876     | 29e      | 44       | 6e      | 228     | 1re          | 510          | 43e    | 13     | -       | -       | 5e        | 45        |
| 2022             | 10e     | 673     | 27e      | 35       | 10e     | 240     | 5e           | 356          | -      | -      | -       | -       | 4e        | 50        |
| 2023             |         |         |          |          |         |         | 3e           |              |        |        |         |         |           |           |

#### Détail des victoires
| Saison / Épreuve | Descente      | Slalom géant                       | Total |
| 2019-2020        |               | Killington                         | 1     |
| 2020-2021        |               | Sölden Courchevel Kranjska Gora x2 | 4     |
| 2022-2023        |               | Sestrières                         | 1     |
| 2023-2024        | Crans Montana |                                    | 1     |
| Total            | 1             | 6                                  | 7     |

### Championnats du monde junior
- Jasna 2014 :
  -  Médaille d'or sur le slalom géant.

### Coupe d'Europe
- 1 victoire.

### Championnats d'Italie
- Vainqueur du slalom géant en 2014 et 2019.
- Vainqueur du combiné en 2019.